# 有组织犯罪控制法
有組織犯罪控制法（Organized Crime Control Act；美國聯邦公法第91–452號，84 Stat. 922，1970年10月15日），是1970年的一項美國國會法案，由民主黨參議員約翰·雷托·麥克萊倫提案，並由美國總統理查·尼克森簽署成為法律。
這項法案是兩次參議院聽證會的產物，分別是1957－1959年的麥克萊倫聽證會，以及1962－1964年的沃洛奇聽證會。
這項法案禁止了5人以上之特定賭博集團之建立與營運，包括已經經營30天以上，或單日累積總收入達$2,000美元以上的賭博集團。此法案也賦予了大陪審團新的權力，可以對難以管理的證人進行拘留，並授權美國總檢察長保護證人的權力，這些證人包括州證人與聯邦證人，以及他們的家人。後者的措施幫助了WITSEC的形成，這是對證人保護的縮寫。
法案之中的一部份創造了反勒索及受賄組織法。

## 外部連結
- 84 Stat. 2182 - ""Organized Crime Control Act of 1969"" - Content Details - STATUTE-84-Pg2182-4 （页面存档备份，存于）